# Ягоднинский сельсовет (Белозерский район)
Ягоднинский сельсовет — упразднённые административно-территориальная единица и муниципальное образование (сельское поселение) в Белозерском районе Курганской области Российской Федерации.
Административный центр — деревня Ягодная.
9 января 2022 года сельсовет был упразднён в связи с преобразованием муниципального района в муниципальный округ.

## История
Статус и границы сельского поселения установлены Законом Курганской области от 15 октября 2004 года № 551 «Об установлении границ муниципального образования Белозерского района»

## Население
| 1989 | 2002  | 2004  | 2010  | 2012 | 2013 | 2014 |
| ---- | ----- | ----- | ----- | ---- | ---- | ---- |
| 1370 | ↘1275 | ↘1263 | ↘1012 | ↘947 | ↘904 | ↘887 |
| 2015 | 2016  | 2017  | 2018  | 2019 | 2020 |      |
| ↘872 | ↘866  | ↘853  | ↘846  | ↘832 | ↗849 |      |

## Состав сельского поселения
| № | Населённый пункт | Тип населённого пункта          | Население |
| - | ---------------- | ------------------------------- | --------- |
| 1 | Лебяжье          | деревня                         | ↘44       |
| 2 | Чимеево          | село                            | ↘446      |
| 3 | Ягодная          | деревня, административный центр | ↘522      |